# こどもの国 (横浜市)
こどもの国（こどものくに）は、神奈川県横浜市青葉区奈良町と東京都町田市三輪町にかけて所在する、社会福祉法人こどもの国協会が運営する総合的な児童厚生施設。

## 概要
戦時中の当地は、日本軍最大規模の弾薬組み立てや格納などを目的とした弾薬製造貯蔵施設の陸軍東京兵器補給廠・田奈部隊填薬所で、終戦後は田奈弾薬庫として米軍に接収された。のちに返還を受けると、1959年（昭和34年）の皇太子明仁親王成婚と1960年（昭和35年）の浩宮徳仁親王生誕を記念して、おもに国費と雪印乳業など民間からの寄贈や日本船舶振興会からの支援などにより施設跡地を整備し、1965年（昭和40年）5月5日のこどもの日に開園した。初代園長は、元朝日新聞社常務取締役の矢島八洲夫が務めた。
開園時は国営の施設で横浜市が維持管理し、1966年（昭和41年）にこどもの国協会法に拠るこどもの国協会が発足した。1981年（昭和56年）に「こどもの国協会の解散及び事業の承継に関する法律」で「社会福祉法人こどもの国協会」へ継承された。公園の用地は国有地である。
来園者の交通手段は、当初はおもに国鉄横浜線長津田駅や小田急小田原線鶴川駅からバス輸送や自家用車であったが、1967年（昭和42年）4月28日に弾薬庫の引込線跡を利用し、来園客の輸送を目的として長津田駅とこどもの国駅を結ぶ、こどもの国線が開業する。鉄道施設はこどもの国協会が保有し、東京急行電鉄が借り受けて運送し、当時は田園都市線と直通列車が運行された。

通勤線化されるこどもの国線を保有し続けることは社会福祉法人の目的から逸脱するおそれがあり、1997年（平成9年）8月1日に こどもの国線を横浜高速鉄道へ譲渡する。
シンボルマークは、建設工事中の1962年（昭和37年）に朝日新聞紙上で日本全国の子供を対象に公募され、中学2年女生徒の作品が採用された。五輪旗に着想し、こびとが仲良く歌い踊る様子を、おとぎの国のこびとの三角帽子を組み合わせて5色の風車様形状で表現した。
児童福祉と情操教育を目的とする施設として、自然の中での冒険や動物との触れ合い、物を作る体験など、素朴な遊び体験を重視している。そのため園内には多数の施設があるが、遊園地のような観覧車やジェットコースターのような大型の電動遊具はない。例外として、太陽光発電で動くミニSLや足漕ぎコースター等が敷設されている。
近隣の学校は遠足、マラソン大会、デイキャンプなどの学校行事でも活用される。園名や開園日にちなみ、5月5日こどもの日は中学生以下の入園料が無料となる。園内は酒類の持ち込みが禁止である。

## 沿革
- 1960年（昭和35年）：着工。
- 1961年（昭和36年）5月5日旧日本軍田奈弾薬から接収された（米陸軍第八軍司令部火薬）が返還され、横浜市が維持管理を委託される。
- 1962年（昭和37年）9月：建設資金の募集と建設協力のたにめ「財団法人こどもの国建設協会」が設立される。
- 1962年（昭和37年）：起工式。
- 1965年（昭和40年）5月5日：田奈弾薬庫跡地に「こどもの国」が開園、開園式に皇太子明仁親王・同妃美智子が行啓。
- 1966年（昭和41年）7月20日：「こどもの国協会法」（昭和41年法律第131号）が施行される[3]。
- 1966年（昭和41年）11月1日：協会法に基づき特殊法人「こどもの国協会」が発足。
- 1967年（昭和42年）4月28日：来園客の輸送手段として、鉄道「こどもの国線」が開業。
- 1968年（昭和43年）6月：浩宮徳仁親王が学習院初等科2年の遠足でこどもの国に来園し、付き添いで皇太子妃美智子も礼宮文仁親王を伴い行啓する。
- 1972年（昭和47年）：皇太子明仁親王の記念施設「皇太子記念館」が完成する。
- 1981年（昭和56年）4月1日：民営化により社会福祉法人「こどもの国協会」が事業を承継[4][5]。
- 1985年（昭和60年）5月6日：開園20周年記念式典に、皇太子明仁親王と親王妃美智子が紀宮清子内親王を伴い行啓する。
  - 青山一丁目駅 - こどもの国駅間で特別編成の「御乗用電車」を往復運転した。往路は鷺沼で乗り換え、長津田から一般客も乗車した。
- 1997年（平成9年）8月1日：協会がこどもの国線施設を横浜高速鉄道へ譲渡する。
- 2005年（平成17年）：開園40周年記念イベントを開催。6月9日に天皇と皇后がこどもの国を行幸啓する。
- 2009年（平成21年）：天皇と皇后が行幸啓[6]、天皇と皇后の結婚50年のため東宮家、秋篠宮家、黒田慶樹と清子夫妻が同伴[7]する。
- 2019年（平成31年）4月12日 ：天皇と皇后が婚姻60年を記念して訪問[8]する。

## 施設

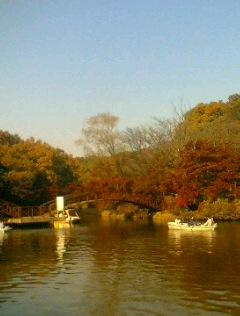
白鳥湖

約100ヘクタールの広大な敷地に、多摩丘陵の自然を生かした施設などがある。
園内の牧場で飼育する乳牛から搾った牛乳を使用したソフトクリームと特別牛乳「サングリーン」が名物である。牧場は、こどもの国協会から委託された雪印メグミルクの関連会社「株式会社雪印こどもの国牧場」が管理運営している。

### 主要施設
- 自然研修センター
団体の宿泊利用可。
- バーベキュー場
場内で購入したビールは場内限定消費である。場外の園内はすべて飲酒禁止である。
- 白鳥湖 
貸しボート・貸しいかだがある。
- つばきの森
資生堂が安達潮花のコレクションを買い取り、当園へ寄贈した。
- 平成記念館（旧称・皇太子記念館） 
1972年（昭和47年）築の建物で、開館当時の正式名称は皇太子殿下御結婚記念館（俗称：皇太子記念館）であった。大規模改修を経て、2021年（令和3年）5月に正式名称を皇太子明仁親王殿下御結婚記念館（通称：平成記念館）と改めた。皇太子記念館時代は大屋根下に客席数420席のホールがあり、音楽発表会や式典に使用された。改修に伴い1階のホールを撤去し、全体を広大なフリースペース（一部貸切利用可）とした。[9]
- 遊具広場
ここを含む園内の遊具類は、おもに日本宝くじ協会が寄贈した。
- 屋外プール・アイススケート場
二つの深いプールと四つの浅いプール、スライダー二種、水泳用25mプールを備え、冬には大屋根下の休憩スペースがスケート場として使用されている。
- ミルクプラント
牧場やミルクプラントは雪印乳業が寄贈した。ノンホモ牛乳である特別牛乳サングリーンを生産している。
- 園内バス赤ぽっぽ号
運行経路：ミニSL前 - プール・スケート場前 - せせらぎ広場（白鳥湖） - 牧場口 - ミニSL前、トレーラータイプの機関車形3両バス、定員56名。一周25分程度。
- ミニSL「太陽号」
SL型の乗り物（定員30名）が中央広場近くのミニSL乗り場から出発する。時速約6キロで5分程度かけて、平成記念館そばの「ふんすい池」を経由してミニSL乗り場へ戻る。おもに、駅舎そばに設置された太陽光発電システムによる電力を使用し、不足分は一般の電源を使用する。運休時の余剰電力は園内の他施設で使用する。

### その他の施設
- 温室
- 梅林
- 食堂
- つり橋
- 中央広場

- ポニー牧場
- テニスコート
- 野外ステージ
- こども遊牧場
- こども動物園

- 牛舎・緬羊舎
- 児童センター
- 総合グラウンド
- 少年サッカー場
- ディスクゴルフ

- キャンプ場・野外炊事場
- 自転車乗り場（サイクリングコース）

## 弾薬庫遺構

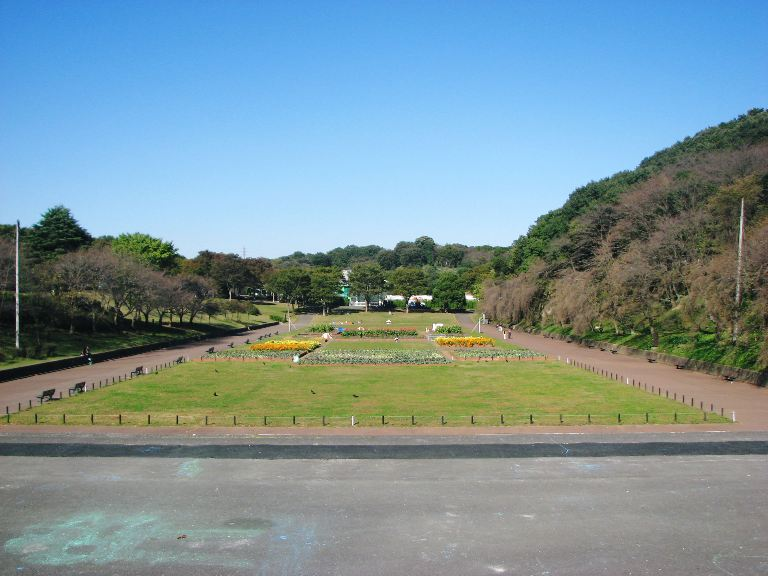
中央広場

### 遺構の概要
1938年に国家総動員法により当地を強制的に買収して工事を開始し、1941年に旧陸軍の弾薬庫として本格的な使用が始まった。敗戦後は米軍に接収され米軍弾薬庫として引き続き利用されたのち、1961年に返還された。敷地内は弾薬庫が33か所確認されたが、終戦後に「こどもの国」開園までにほとんどが埋没し、現在は10基のみ残存する。これらの遺構は、電気設備等の園内施設に転用されている。現在、旧弾薬庫の内部には原則として立ち入り禁止となっているが、開園記念行事などで一般公開されることもある。
1944年から、神奈川県立横浜第二中学校の15歳男子学生250人と神奈川高等女学校の14 - 15歳女子学生200人が学徒動員され、薬莢に火薬を詰める「填薬（てんやく）」作業に従事した。
1944年に学徒動員による移動の際にトラックごと川へ転落する事故が起き、横浜二中の男子学生6名が亡くなった。1945年にゲート近くの広場で弾薬運搬中の爆発事故が起きた。この爆発事故では軍属6名が絶命し、付近にいた神奈川高女の女学生1名も片足切断の重傷を負った。
こどもの国近傍の住吉神社そばに横浜二中と横浜翠嵐高校の同窓会が慰霊碑を、入口ゲート付近に神奈川高女の女学生らが「平和の碑」を、それぞれ建立した。

### 引き込み線
弾薬庫時代は、日本国有鉄道（国鉄）横浜線長津田駅より引き込み線が引かれた。園内のトンネルは鉄道に使われたとの説があるが、当時弾薬庫に動員された旧制高等女学校の卒業生は、園内のトンネルは鉄道ではなくトラック用の道路に利用されていたと語る。引き込み線の一部経路は、東急こどもの国線として現在も利用されている。こどもの国線にはかつての軍用線の痕跡はほとんど残っていないが、線路脇にある道路敷地の境界石は旧帝国陸軍の物が多数残されている。引き込み線は現在の入口ゲート近くまで伸び、弾薬の積み下ろしのための駅があったといわれるが遺構は存在しない。

## 交通アクセス
自家用車や貸切バスなど来園者用に正門前駐車場と牧場付近に臨時駐車場を設けるが、休日は混雑するため公共交通機関の利用が推奨されている。

### 鉄道
- 東急こどもの国線 こどもの国駅下車。
  - JR横浜線および東急田園都市線の長津田駅で乗り換え。

### 路線バス
周辺にバス停留所は複数あるが、小田急バス「こどもの国」停留所が正面入口に近い。公式サイト上では「土休日は駐車場や周辺道路が混雑する」としてこどもの国線での来園を勧めており、バス路線は鶴川駅からの小田急バス [鶴07] 系統 奈良北団地行きのみが案内されている。

#### こどもの国・停留所（小田急バス）
こどもの国正門（職員通用口）前の小田急バス折返し場内にある。
- 小田急バス
  - 小田急小田急線 鶴川駅より、[鶴07] 奈良北団地行、[鶴06] 三菱ケミカル前行。
    - こどもの国を経由しない「鶴09」系統（ことり橋経由・奈良北団地行）が同じ乗り場から毎時1本出発するため注意。
    - 方向幕には「 [鶴05] こどもの国」が準備されているが定期運行はない（多客時の臨時便）。

  - 小田急小田急線 柿生駅南口より、[柿21] こどもの国行（2022年9月1日からは休日1本のみの運行）。

#### こどもの国入口・停留所（横浜市営バス）／こどもの国・停留所（東急バス）
下りバス停が駐車場側の歩道橋下に、上りバス停が正門側にある。東急バスは横浜市営バスの停留所を共用している。
- 横浜市営バス
  - JR横浜線 十日市場駅・東急田園都市線田奈駅より、[177] 奈良北団地折返場行。

- 東急バス
  - 東急田園都市線青葉台駅より、[青118] 奈良北団地折返場行。
  - 東急田園都市線市が尾駅より、[市43] 奈良北団地折返場行（平日日中のみ運行）。

#### こどもの国駅・停留所（神奈川中央交通）
こどもの国駅バスロータリーにある。
- 神奈川中央交通
  - JR横浜線成瀬駅より、[成03]・[成04] こどもの国駅行。